# Prostaglandina-F sintasi
La prostaglandina-F sintasi è un enzima appartenente alla classe delle ossidoreduttasi, che catalizza la seguente reazione:
(5Z,13E)-(15S)-9α,11α,15-triidrossiprosta-5,13-dienoato + NADP+ ⇄ (5Z,13E)-(15S)-9α,15-diidrossi-11-ossoprosta-5,13-dienoato + NADPH + H+
L'enzima riduce la prostaglandina D2 e la prostaglandina H2 a prostaglandina F2; la prostaglandina D2 non è un intermedio della riduzione della prostaglandina H2. L'enzima catalizza anche la riduzione di diversi composti carbonilici, come il 9,10-fenantrochinone ed il 4-nitroacetofenone.